# Мяксинский район
Мя́ксинский райо́н — административно-территориальная единица в составе Ленинградской и Вологодской областей РСФСР с центром в селе Спас-Мякса, существовавшая в 1927—1960 годах.
Мяксинский район в составе Череповецкого округа Ленинградской области был образован в августе 1927 года из 29 сельсоветов Череповецкого уезда Череповецкой губернии.
Всего было образовано 29 с/с: Аксеновский, Батранский, Барановский, Веретьевский, Григорьевский, Ершовский, Зареченский, Козохотский, Кодинский, Кузьмодемьяновский, Лаврентьевский, Ленинский, Леушинский, Максаковский, Муравьевский, Мусорский, Мяксинский, Ольховский, Павлоковский, Погорельский, Пронинский, Пустынский, Санниковский, Старосельский, Степановский, Сурковский, Усищевский, Щетинский, Югский.
В ноябре 1928 года были упразднены Барановский, Григорьевский, Ершовский, Зареченский, Козохотский, Кузьмодемьяновский, Лаврентьевский, Максаковский, Мусорский, Старосельский и Степановский с/с. В январе 1932 года из Череповецкого района в Мяксинский были переданы Вичеловский, Голосовский и Гошинский с/с.
23 сентября 1937 года Мяксинский район был передан в Вологодскую область.
В 1940 году к Мяксинскому району были присоединены несколько сельсоветов бывшего Ермаковского района Ярославской области.
12 ноября 1960 года Мяксинский район был упразднён, а его территория была передана в Череповецкий район.